# Коваленко-Кылварт, Анастасия
Анастаси́я Ковале́нко-Кы́лварт (эст. Anastassia Kovalenko-Kõlvart; до замужества Анастасия Коваленко, род. 21 сентября 1991) — эстонская мотогонщица по шоссейно-кольцевым мотогонкам и политик. Депутат Городского собрания Таллина от Центристской партии Эстонии. Депутат Рийгикогу с 5 марта 2023 года по списку Центристской партии.

## Достижения в мотоспорте

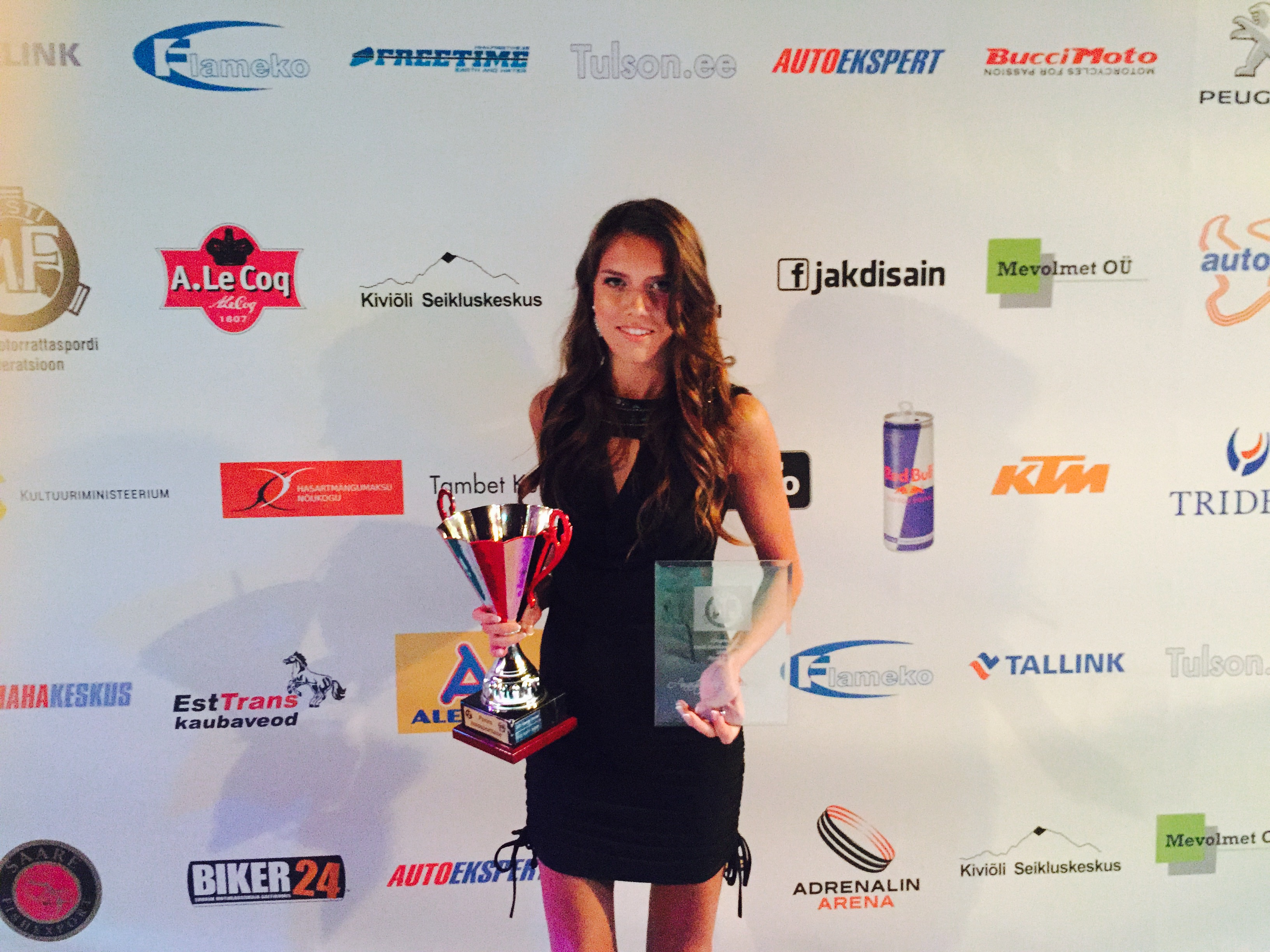
Анастасия Коваленко на награждении Estonian Motorcycle Federation в 2014 году

Начала заниматься мотоспортом c 20-летнего возраста. С 2012 года стала участвовать в соревнованиях на мотоцикле «Kawasaki Ninja 250R». В 2013 году перешла на более мощный мотоцикл — «Kawasaki Ninja 600» и принимала участие в соревнованиях одновременно в двух классах — Superstock 600 В и Superstock 600 С. Была в общем зачете сезона на втором месте в классе Rookie 600  и третьей в классе Superstock 600 С, причём в обоих классах была единственной женщиной.
В 2014 году присоединилась к одной из самых известных гоночных команд Финляндии — Kallio Racing, которая принадлежит гонщику MotoGP Мики Каллио. Соревновались в 2014 году одновременно на эстонских и финских чемпионатах. Несмотря на травму, полученную при падении в середине сезона, она была в состоянии продолжить сезон, выиграв кубок класса Superstock 600 B и, как и в 2013 году, была на соревнованиях единственной женщиной. Кроме того, завоевала титул лучшей спортсменки года Эстонии по мотоспорту.
В 2015 году участвовала в кубке Европы для юниоров, где в женском зачёте заняла второе место. В 2016 году тренировалась в Италии под руководством отца чемпиона мира MotoGP Хорхе Лоренсо. Заняла в чемпионате European Junior Cup четвёртое место несмотря на падение, а также на то, что два этапа пропустила из-за отсутствия финансирования.
С 2017 года соревнуется на мотоцикле «Yamaha R3» на чемпионате Италии. В 2017 и 2018 годах заняла третье место в чемпионате среди девушек. В 2019 году пришла в чемпионате четвёртой. В 2020 году завоевала титул чемпионки Италии.

## Награды
- Лучшая спортсменка года Эстонии по мотоспорту 2019[9]
- Лучшая спортсменка года Эстонии по мотоспорту 2016[10]
- Подвиг года по мотоспорту 2015[5]
- Лучшая спортсменка года Эстонии по мотоспорту 2014[5]

## Учёба и юридическая карьера
В 2010 году окончила Таллинский французский лицей. После окончания средней школы в 2010 году поступила в Тартуский университет на юридический факультет. В 2012 году училась в летней программе Кембриджского университета, специализируясь в предпринимательском праве. Получила степень бакалавра в Тартуском университете в 2013 году и продолжила учёбу в магистратуре. В 2015 году Коваленко получила степень магистра в области права, дипломная работа которой была посвящена исследованию обвинений в отмывании денег и их первичных правонарушений.
В 2015 году продолжила учёбу в Тартуском университете на экономическом факультете, в 2016 году поступила в магистратуру. В 2017 году получила степень магистра в области экономики, защитив работу «Возможности улучшения защиты инвесторских прав миноритарных акционеров в Эстонии».
Во время учёбы занялась судебным делом миноритарных акционеров BLRT Grupp и стала поднимать в СМИ тему о проблемах законодательства по защите малых инвесторов.

### Обвинение в плагиате
В 2019 году ректорат Тартуского университета аннулировал обе степени магистра Анастасии Коваленко, так как в её магистерских диссертациях был обнаружен плагиат, отсутствовали ссылки на работы других авторов, и были использованы целые абзацы, а иногда и страницы чужих работ. В январе 2020 года Коваленко успешно сдала экзамен на степень магистра бизнес-администрирования на экономическом факультете Тартуского университета и таким образом восстановила степень магистра в области экономики.

## Политическая карьера
В 2017 году вступила в Социал-демократическую партию Эстонии и на муниципальных выборах баллотировалась в Горсобрание Таллина. Член таллинского Горсобрания.
На выборах в Рийгикогу 5 марта 2023 года получила 2806 голосов и прошла в состав парламента по списку Центристской партии. В Центристскую партию вступила 21 марта того же года.
26 сентября 2024 года Коваленко-Кылварт возглавила парламентскую спецкомиссию по борьбе с коррупцией.

## Семья
Родилась в Таллине, является старшей из шестерых детей — у неё два младших брата и три младшие сестры.
Закончила музыкальную школу по классу фортепиано. Занималась бальными танцами на протяжении десяти лет.
В начале марта 2022 года вышла замуж за мэра Таллина Михаила Кылварта.